# Tarkan (álbum)
Tarkan es un álbum recopilatorio de 1999 de Tarkan, compuesto por canciones publicadas en sus álbumes A-Acayipsin de 1994 y Ölürüm Sana de 1997. Inicialmente fue lanzado en Francia en 1998, pero debido al éxito de su sencillo «Şımarık», recibió un lanzamiento europeo más amplio el 1 de abril de 1999, con 14 pistas. Debido a su popularidad, fue relanzado con 15 pistas el 27 de septiembre en el mismo año. Las ventas de este álbum ganaron al Tarkan a Mónaco World Music Award.

## Lista de canciones
| #  | Canción                                       | Compositor         | Letra              | Duración |
| -- | --------------------------------------------- | ------------------ | ------------------ | -------- |
| 1  | Şımarık (Radio Edit)                          | Sezen Aksu, Tarkan | Sezen Aksu         | 3:10     |
| 2  | Ölürüm Sana                                   | Tarkan             | Tarkan             | 4:05     |
| 3  | Bu Gece (Kır Zincirlerini) (Radio Edit)       | Tarkan             | Tarkan             | 3:53     |
| 4  | Şıkıdım (Hepsi Senin Mi?) (Radio Mix)         | Sezen Aksu         | Sezen Aksu         | 3:15     |
| 5  | Salına Salına Sinsice                         | Tarkan             | Tarkan             | 3:56     |
| 6  | İkimizin Yerine                               | Tarkan, Sezen Aksu | Tarkan, Sezen Aksu | 4:42     |
| 7  | İnci Tanem                                    | Tarkan             | Tarkan             | 5:38     |
| 8  | Dön Bebeğim                                   | Ümit Sayın         | Ümit Sayın         | 4:45     |
| 9  | Başına Bela Olurum                            | Tarkan             | Tarkan             | 4:11     |
| 10 | Gül Döktüm Yollarına                          | Tarkan             | Tarkan             | 4:08     |
| 11 | Unut Beni                                     | Tarkan             | Tarkan             | 4:08     |
| 12 | Beni Anlama                                   | Ozan Çolakoğlu     | Pakize Barışta     | 4:08     |
| 13 | Delikanlı Çağlarım                            | (Anonymous)        | Tarkan             | 3:43     |
| 14 | Şımarık (Long Version)                        | Sezen Aksu, Tarkan | Sezen Aksu         | 3:54     |
| 15 | Bu Gece (Kır Zincirlerini) (Original Version) | Tarkan             | Tarkan             | 5:29     |
| 16 | Şıkıdım (Hepsi Senin Mi?) (Original Version)  | Sezen Aksu         | Sezen Aksu         | 3:54     |

## Información extra
La exportación japonesa tenía dos pistas adicionales, «Bu Gece» (Kir Zincirlerini) Club Remix y «Şımarık» (Malagutti Remix).

## Videos musicales
- «Şıkıdım»
- «Şımarık»
- «Bu Gece»

## Posicionamiento en listas
| Listas (1998 / 1999)   | Mejor posición |
| ---------------------- | -------------- |
| Hungarian Albums Chart | 6              |
| German Albums Chart    | 7              |
| Swiss Albums Chart     | 17             |
| Austrian Albums Chart  | 22             |
| French Albums Chart    | 26             |
| Belgian Albums Chart   | 30             |
| Dutch Albums Chart     | 33             |
| Swedish Albums Chart   | 53             |

### Posición fin de año
| Listas (1999)       | Posición |
| ------------------- | -------- |
| German Albums Chart | 71       |